# Ті-Грейс Аткінсон
Грейс Аткінсон (англ. Grace Atkinson; 9 листопада 1938 року), більш відома як Ті-Грейс Аткінсон — американська радикальна феміністка, письменниця і філософ.

## Біографія
Народилася у видатній луїзіанській родині. Названа на честь бабусі Грейс, а «Ті» каджунською означає petite, тобто маленька.
У 1964 р. Аткінсон здобула бакалаврський ступінь з образотворчих мистецтв у Пенсільванській академії витончених мистецтв. Ще у Філадельфії вона допомогла заснувати Інститут сучасного мистецтва, ставши його першим директором, і була скульптурним критиком у періодичному виданні ARTnews. Пізніше переїхала до Нью-Йорка, де в 1967 році вступила до Колумбійського університету на докторську програму з філософії, де навчалася у філософа та мистецтвознавця Артура Данто. Пізніше Аткінсон продовжила вивчати роботи Фреге у філософа Чарльза Парсонса. Протягом багатьох років вона викладала в кількох коледжах та університетах, включаючи Інститут Пратта, Західний резервний університет Кейса та Університет Тафтса.
Студенткою Грейс Аткінсон прочитала книгу Симони де Бовуар «Друга стать» і вступила в листування з де Бовуар, яка порадила їй зв'язатися з Бетті Фрідан. Таким чином Аткінсон стала однією із перших учасниць Національної організації жінок, співзасновницею якої була Фрідан: працювала в національній раді і очолила Нью-Йоркське відділення в 1967. Час роботи Аткінсон в організації був бурхливим, включаючи конфлікт з національним керівництвом через її спроби відстоювати Валері Соланас та її SCUM Manifesto після замаху на Енді Воргола.
У 1968 році Аткінсон вийшла з організації, не бажаючи протистояти таким питанням, як аборти та нерівність у шлюбі. Вона заснувала Рух 17 жовтня, який пізніше став Феміністками, радикальною феміністською групою, активною до 1973 року. До 1971 Аткінсон написала кілька памфлетів про фемінізм, входила до організації Дочки Білітіс і виступала за політичне лесбійство. Її книга «Одіссея амазонки» була опублікована в 1974.
У 1971 році Патриція Баклі Бозелл, католичка і консервативна активістка, вдарила або спробувала дати ляпас (невідомо, чи був насправді фізичний контакт) Аткінсон після того, як та зробила те, що Бозелл назвала «безграмотними розмовами проти містичного тіла Христа». Напад стався на платформі аудиторії Католицького університету Америки, коли Аткінсон обговорювала цноту Діви Марії. «Сестринство, — заявила Аткінсон, — це потужно. Воно вбиває. В основному сестер».
У 2013 році Аткінсон разом з Керол Ганіш, Кеті Скарброу та Кеті Сарачілд ініціювала проєкт «Заборонений дискурс: Замовчування феміністської критики гендеру», який вони описали як «відкриту заяву 48 радикальних феміністок із семи країн». У серпні 2014 року Мішель Голдберг у The New Yorker описала проєкт як вираження їхньої тривоги з приводу «загроз та нападів, деякі з них фізичні, на окремих людей та організації, які наважилися кинути виклик модній в даний час концепції гендеру».

### Книги
- Amazon Odyssey / Одіссея амазонки (1974)

### Памфлети та розділи книг
- «The Institution of Sexual Intercourse» / «Інститут статевого акту» (памфлет, 1968, опубліковано The Feminists)
- «Vaginal orgasm as a mass hysterical survival response» / «Вагінальний оргазм як масова істерична реакція виживання» (памфлет, 1968, опубліковано The Feminists)
- «Radical Feminism» / «Радикальний фемінізм» (памфлет, 1969, опубліковано The Feminists)
- «Radical Feminism and Love» / «Радикальний фемінізм і любов» (памфлет, 1969, опубліковано The Feminists)
- Linden, Robin Ruth (1982). Why I'm against S/M liberation. Against Sadomasochism: A Radical Feminist Analysis (англ.). с. 90–92. ISBN 0-9603628-3-5. OCLC 7877113.